# José María Calatrava
José María Calatrava, född 26 februari 1781, död 16 januari 1846, var en spansk politiker.
Calatrave gjorde sig känd som en av det frisinnade partiets anhängare i cortes 1810-14 och efter den spanska revolutionen 1820. År 1823 blev han justitieminister i revolutionsregeringen, och måste fly vid Ferdinands återkomst. Från 1830 var han åter i Spanien, och bekämpade ivrigt don Carlos och var premiär- och utrikesminister 1836-37.